# Bohartia bromleyi
Bohartia bromleyi là một loài ruồi trong họ Asilidae. Bohartia bromleyi được Hull miêu tả năm 1958. Loài này phân bố ở vùng Tân Bắc giới.